# أحمد آدمز
أحمد أدام (بالإنجليزية: Ahmed Adams) (6 مارس 1993 - ) هو لاعب كرة قدم غاني في مركز الدفاع. لعب مع نادي الشعلة ونادي بيريكوم تشيلسي.